# ガガガガ
『暴虐外道無法地帯ガガガガ』は、山下ユタカによる漫画作品。キャッチコピーは「唯一無比のハードコア・バイオレンス」。
『週刊ヤングマガジン』（講談社）において2001年から2002年まで連載されて休載した後、『月刊アフタヌーン』（同）において2005年から連載を再開。しかし、2007年に講談社携帯漫画サイトMiChao!への移籍が発表され連載は中断。2009年4月から、最終章として2話分および番外編が配信された。
本作品の発表期間中に、作者のペンネームが「山下ゆたか」から「山下ユタカ」に変わっている。単行本第2巻および『アフタヌーン』2006年5月号の時点からカタカナ表記に変更。

## あらすじ
首都圏埠頭沖のスラム化した人工島キカイ島は、島内の化学プラントで精製した薬物を本土に卸すなど違法な商業を行うが、外部からの干渉には徹底的に反発するという形で孤立していた。キカイ島・暴力団・警察の三つの勢力は、キカイ島同様にスラム化した元・工場街朧燈地区を中心に均衡関係にあった。しかしある時、薬物を卸しに朧燈地区に出向いたキカイ島の売人たちが何者かに襲われ、姿を消す。
「奪（ギ）られた薬（スリ）を奪（と）り返して来い！」
強奪された薬物が、実はとてつもない価値を持つ「斬光（ザンコー）」であるとも知らず、指令を受けた主人公ベニマルは正体不明の助っ人レーイチと共に朧燈地区へと向かう。

## 登場人物

### キカイ島
首都圏埠頭沖に浮かぶ人工の島。朧燈地区とは海底トンネルで繋がっている。島そのものは第二次世界大戦後に造られ、高度成長期には化学プラントを中心に相応の生産性を持っていたが、オイルショックによって衰退し、工場で起きた謎の爆発事故で完全に閉鎖される。その後スラム化が進み、麻薬中毒者や犯罪者、浮浪者が住み着くようになり、独自の自治体を組織するまでに至る。リタが住人を取り纏めてからは、ドラッグの販売を主産業としている。いたって排他的な性質を持ち、他のあらゆる組織と手を組まずに孤立を保っている。
ベニマル
主人公。元ジャンキーながら拳銃の名手。リタから、バイクのパーツを報償として薬物の奪還を引き受ける。金髪をリーゼントのようにバックにしている。
性格はややチンピラ気質。朧燈住人に対しては高圧的で、たびたび拳銃をチラつかせて威嚇する。が、たとえ発砲しても大抵急所を外したところばかりに当てており、相手を殺すことには躊躇があるように見られる。
リタ曰く「状況を悪化させる天才」で、たびたび騒ぎを起こすために、朧燈の武装グループやカッシーニの店長にも煙たがられている。
武器はリタから渡された拳銃Cz75B。長期間放ってあったものらしく、原因は不明だが、銃弾が左に逸れる癖がある。
作者のデビュー作となった「Loose」から設定を引き継ぐキャラで、名前は同じで外見もほぼそのまま。（ガガガガでは鼻を横断する傷がない。ただし、この傷は登場人物紹介や扉絵ではきちんと描かれている）また外伝にあたる「愛秘肉☆人形」にも登場している。その際は髪を下ろした姿も見られ、彼の顎の傷が出来た経緯も描かれている。
レーイチ
最近になってキカイ島に堕ちてきた謎の漂白者。かなりの長身で、ベニマルより頭一つはでかい。黒髪をオールバックにしている。用心棒として朧燈に向かうベニマルに同行する。
何かと人を食った言動を繰り返し、たびたびベニマルをイラつかせる。粗暴な性格で、朧燈に入った当初は暴れたりないと不満を漏らし、その後も些細なことでベニマルと衝突を起こしかけていた。
詳しい経歴は不明だが、過去にアオQ（青少年矯正局）を脱走した経緯があり、その当時はレキの相棒だった。
昼間、紅蠍の新入りから脇差（ダンビラ）を奪ったが、喧嘩では基本的に素手しか使わない。異常な怪力の持ち主で、殴られた人間が吹っ飛ぶようなパンチを放つ。
本人曰く「甘党」とのことで、上着のポケットにはボンタンアメが入っている。
ベニマルと同じく、「Loose」から設定が引き継がれたキャラ。Looseではベニマルと組んでドラッグを卸していた。
リタ
キカイ島のドラッグ売買の元締め。怪しい風体のおっさん。バイクのパーツを餌にして、ベニマルを朧燈地区へと送り込んだ。
匂坂の発案（三兄弟潰しをイベント化する）に乗り、斬光を三兄弟に強奪されるよう仕組む。が、匂坂の筋書きと異なるシナリオを独自に書いているようで、その真意は未だ不明。
タモツ
リタの腹心。隻眼の男。
ベニマルをチンピラ呼ばわりするなど、キカイ島の中でも実力者であるらしい。過去にベニマルとドラッグ奪還に朧燈に乗り込んだことがあるようだ。
武器はソウドオフ・ショットガン（メーカー等不明）。
タロ
ベニマルの同居人。ルサンチマン号の持ち主。拳銃の試射でベニマルにテレビを壊されてしまった。
本職は腕利きのメカニックで、ベニマルの単車を組んでいるのも彼。「Loose」から設定を引き継ぐキャラ。
ハル
バー『狂春』の店主。
ベニマルとはそこそこ親しい間柄であるらしい。
ベンゾ
狂春に出入りしている島の住人。鋲付きの革ジャンを着た、典型的なパンクスタイルをしている。
キカイ島に堕ちてきたレーイチを集団で襲うが、逆に仲間三人を撲殺され、本人も重傷を負った。
レーイチにやられたことがトラウマになっているらしく、狂春にやってきた本人を見るや、悲鳴をあげて逃げ出した。
ヒルナ
タロと顔見知りのキカイ島住人。
ルサンチマン号の代車としてタロに車を貸した。キカイ島ではまだ新顔のようで、C地区のガソリンを卸してもらえないらしい。
朧燈や陸との繋がりがあり、生活必需品や陸の情報をタロに伝えた。
犬
タロに餌をもらっている野良犬。
タロ曰く、「オレたちよりいーもん食ってる」。

### 朧燈地区
首都圏の埋立地に造られた工場群。オイルショック以降街そのものが衰退を始め、さらにキカイ島の爆発事故とスラム化以降、同じく荒廃の一途を辿ることになった。現在は不法滞在外国者や非行少年、犯罪者、武装グループなどの社会不適合者が巣食うスラム地区となっている。キカイ島と異なり、住人が流動的で、川向こうの本土とキカイ島、両方に依存しながら生き長らえている地区でもある。
コウ
朧燈地区の武装グループの盟主的存在だったが、三兄弟によりその地位を追われる。その後キリを拉致し、抵抗を試みるもリンに殺害される。
武器は髑髏の飾りがついた仕込み杖。柄を回転させて引き抜くと、内部の刃が露出する。
テツ
黒犬の頭。小柄な男。
キカイ島のドラッグを三兄弟が強奪したことに便乗。ドラッグを奪ったのは自分だとベニマルに脅しをかけた。
右足を数発撃たれて気絶。病院に担ぎ込まれてしまう。
夜になって再びカッシーニに現れた時には、チームの共有財産すべてを処分して拳銃を調達。ベニマルに復讐しようとした。が、リンとボーズが再びカッシーニを訪れたことで、その目的の達成は危うい。
レーイチのことをアオQ破りの片割れとしてヒーロー視していた。
キリ
朧燈の娼婦。もともとコウの女だったが、三兄弟側に寝返り、現在はリンの女。
本物のマゾヒストで、コウの死体を見て悦に入るなど、アブノーマルな精神をしている。その一方で元恋人のコウの死に衝撃を受け、ドラッグを求めてカッシーニに来訪。ゲバルトからドラッグを入手しようとする。ゲバルトの連中はキリをトイレに連れ込み、ドラッグを摂取させ酩酊状態にし、性的暴行しようとするが、ゲバルトの反目を知ってやってきたベニマルに、ゲバルト潰しのついでとばかりに拉致された。ルサンチマン号の後部に押し込まれ、さらにトイレで中途半端に摂取したドラッグのせいで恐慌状態に陥り、身動きが取れなくなってしまった。
オデン屋での乱闘の終盤、なんとか脱出。しかし、ベニマルがリンに向けて撃った弾が後頭部に直撃してしまい、死亡する。
リンは彼女を自分の女だと思っていたようだが、レキやタクは信用しきっていなかった様子である。
本編では黒髪だが、外伝に登場した頃は金髪だった。頬の傷は熱された刃物による火傷の痕である。また、過去にベニマルとも関係を持っていたようだ。
オデン屋
キカイ島と内通しているオデンの屋台の店主。キカイ島直通電話の置かれている、トイレの鍵を管理している。
吃音のようだが、噛まないでしゃべることも一応できる。右目が開きっぱなしで、ちょくちょく眼帯をつけないと目が疲れてしまう。また、何故か全く汗をかかない。
店の酒を一人で飲みつくしてしまうことがたびたびあり、その時はカッシーニで酒をわけてもらっている。
リン、ボーズとベニマル、レーイチの乱闘で店を滅茶苦茶にされてしまった。
因みにこの屋台にはモデルが実在する。

#### 三兄弟
もともと暴力団だったが組から追われることになり、朧燈地区を訪れる。キカイ島の売人を襲い、ドラッグを強奪し、さらにコウの一派を殲滅することで朧燈地区の権力掌握を企てている。メンバーに本当に血縁関係があるのかどうかは明らかにされていない。
レキ
長兄。ロン毛で、眼の下に傷がある男。
怜悧な頭脳と統率力を兼ね備えた三兄弟のトップ。常に冷静沈着な策略家で、その策謀はサキサカの一枚上を行く。
レーイチとはアオQ（青少年矯正局）から脱走した際の仲間だが、レーイチが陸にいられなくなった理由を作ったのもレキであるらしい。
武器は白鞘の日本刀。人間を真っ二つにするほどの実力がある。
タク
仲兄。
コウ一派の殲滅では暴走してコウの部下を殺しかけたが、その後はキカイ島を潰したと舞い上がるリンをたしなめるなど、ストッパーのような役割をしている。やや慎重な性格のようである。ただ一度怒り出すと制御が効かない。
武器は右手の義手（正確には人差し指と中指の義指）。義指の部分は、付け根にあるボルトをゆるめて折りたたむことができるほか、取り外して別の義指に取り換えることができる。普段は鉄の爪のような義指をつけているが、カッシーニでサキサカを捕らえた時には、人差し指に大柄な刃を装着していた。振り下ろして使うほか、前述のように折りたたんで、相手を殴りつけるなどして使用する。
また、常にかけているサングラスは左目に暗視・望遠機能が備わっている。
リン
末弟。三兄弟の中でも特に乱暴な性格。
コウ一派の殲滅においては、レキに殺すなと厳命されていながら、怒りのために簡単にコウを殺してしまうなど、非常に短気。
その後も、カッシーニでのお披露目で勝手に盛り上がって余計なことを口走ったり、ガクら三人をキカイ島と勘違いして潰し、舞い上がるなど、短慮な面も強い。
オデン屋での乱闘で、ベニマルの銃撃を受けるなどして負傷し、半死半生の状態で敗走する。
その後、タンクローリーに乗り込み、封鎖したカッシーニへ乱入。ベニマルへの復讐のために動き始める。
武器は仕込み刃。バイクのクラッチレバーを改造した握りを、両腕の袖口に仕込んだ鞘に差し込む事で刃を出すというもの。イメージ的にはX-メンのウルヴァリンに近い。本人が身軽なこともあり、単純だが強力な武器である。ただ、そもそもクラッチレバーがないと刃が出せなかったり、鞘が曲がると刃が飛び出なくなるなど、難点も多い。
ボーズ
レキの忠実な部下。
三兄弟ではもっとも立場が低いが、レキの下で働くことにはやりがいを見出している。暴走しがちなリンとは対照的に、慎重で冷静。レキの命令を忠実に遂行している。そのためか、命令無視や無茶な言動の目立つリンに対してはやや閉口している節がある。
オデン屋での乱闘で重傷を負う。
その後封鎖したカッシーニへ、リンと共に乱入している。
三兄弟が使う自動車（ハイエース）は彼の所有。自動車の落書きの元ネタは石井聰亙監督作品『高校大パニック』から。
武器は、変形Ｔ字型に繋いだ鉄パイプ二本を、中部に鎖を仕込み繋げたもの。及び投げナイフ。

#### その他武装グループ
朧燈に集う武装グループ。賭博レースやドラッグ、セックスで日々を刹那的に過ごす連中。多くはコウを中心にまとまっていたが、コウの死亡後、三兄弟とキカイ島のどちらに付くかで混乱状態になっている。
黒犬
革ジャンや黒い服装をトレードマークにする朧燈武装グループの一つ。
キカイ島の売人襲撃をいち早く嗅ぎつけ、自分達がドラッグを奪ったと言ってベニマルを脅したが、逆にテツが足を撃たれて重傷を負い、逃走。その際、レーイチの手でメンバーの一人がバイクから叩き落され、再起不能に陥る。
夜になってメンバーの代表2人がカッシーニを訪れ、三兄弟に（一応）服従した。
頭を失って総崩れになったと思われたが、後にテツを含めて他のメンバーがカッシーニに集結。店の前で暴れ始める。
紅蠍（サソリ）
賭けレースでは一目置かれるグループ。アラビアの頭巾（クーフィーヤ）をトレードマークにする。
ベニマルに対しては、「今まで一度も（キカイ島には）勝てたことがない」と畏怖する一方、高圧的な態度に強烈な敵対感情も抱いている。
初代総長（名称不明）はベニマルとの会話で、三兄弟とグループの関係を「まだはっきりしないものだ」としていたが、実は彼の顔の右半分が麻痺しているのはリンに斬りつけられたためであり、そのため個人的には三兄弟を大変嫌っていることが後に明らかとなった。彼はリンとボーズが敗走したことをきっかけに、ゲバルトとカッシーニ店内で喧嘩を始めるが、「間接的に三兄弟に刃向かうことになる」と慎重な二代目と軋轢を生んだ。その後、カッシーニでの銃撃戦時に頭に被弾して死亡。
二代目総長は、阿斗の残党を追ってカッシーニにやってきたベニマルを、メンバーと共に襲撃。返り討ちにあい、負傷する。
その後、やはり数人のメンバーと共にPAPERHEADSを襲って斬光を強奪し、再度ベニマルに襲いかかる。
彼らの原型はデビュー作の「Loose」に見られる。
メンバーの一人の背中に見られる「本当に行くと云うのなら　この包丁で母さんを　刺してから行け　行くのなら」は、三上寛の作詞による「夢は夜ひらく」の歌詞の一節。
ゲバルト
リンのアジテーション後、真っ先に三兄弟に取り入ろうとしたグループ。
他の朧燈地区住人から「腰巾着」「風見鶏」などと言われて嫌われていた。その性質のせいでコウにも何度か痛い目を見せられたようである。
グループの頭であるドレッドヘアの男はキリにしつこく言い寄っていた過去があり、カッシーニにキリが現れた時は真っ先にグループに取り込もうとした。
最終的にはキリを取り込み、三兄弟を上手く出し抜こうとも考えていた。もっとも、その計画には一切具体性がない。
三兄弟に取り入ろうとしたことがベニマルにバレ、ベニマルとレーイチにリーダー以下数名が叩きのめされる。その後リンとボーズの敗走をきっかけに紅蠍・阿斗らにリンチされた。
カッシーニでの乱闘が始まると、何人かのメンバーがキカイ島・匂坂組を標的に動き始める。ドレッドの男も、不意打ちでウメに傷を負わせたものの、首をドスで刺されて殺される。
阿斗
朧燈武装グループの一つ。キカイ島とのレースに勝つことを目的としている。
ドラッグにつられて三兄弟の情報をベニマルに提供するなど、キカイ島からすれば「与し易い連中」で、商売面では上客でもあるらしい。
覚醒剤目当てにベニマルに今後も三兄弟の情報を卸すことを確約した。
カッシーニでは紅蠍のアジに同調してゲバルト狩りに参加。
その最中、住人達の会話からベニマルが斬光を持っていると勘違い。約束を反故にし、道路上でベニマルを矯激したが、撃退される。
メンバーの一人が乗る「眼科」と描かれた単車のペイントは、つげ義春のねじ式のオマージュである。
牛若丸（？）
朧燈の武装グループと見られる。
斥候としてカッシーニにいたカイを余所者と看破し、襲撃するが取り逃がす。
その後、ウメに睨まれ萎縮する。
元ネタはINUのアルバム。
PAPERHEADZ
野球のユニフォームを着たグループ。
紅蠍に扇動されてゲパルト狩りに参加。
封鎖後のカッシーニでは警官2名をリンチし、斬光を手に入れるも、直後に紅蠍の襲撃を受けて奪われている。
Wolf&Joe.co（？）
スーツ姿のグループ。ウルフはサングラスに杖、ジョーは眼鏡にハット、松葉杖を持っている。杖は三つのパーツで構成され、それぞれがチェーンで繋がっており、三節棍のように使用。松葉杖は底の部分から仕込みの刃が飛び出す。
コウが殺されたことで、一度はリンに敵愾心を顕わにするも、黒犬と同様、最終的に服従。コウの死体を黒犬、紅蠍と共に焼却炉で荼毘に付した。
カッシーニにベニマルが現れた際は真っ先に襲撃するも、些細なことで紅蠍の先代といざこざを起こして負傷する。
封鎖後のカッシーニではレキを背後から奇襲するなど、三兄弟に対しては明確な敵対心を抱いている。
はぐれ
文字通りのはぐれ者集団。コウに反目していたグループで、メンバーは既に数えるほどしかいない。
コウ一派の全滅と、三兄弟の台頭によって、朧燈での地位奪還に息巻く。レキの策に乗って、カッシーニに奇襲を仕掛けた。
DEAD PAN VANGUARD
はぐれを構成するチームの一つ。
レキに従って、カッシーニで奇襲を実行する。
作者と親交があるバンド、DEAD PAN SPEAKERSのメンバーがモデルとなっている。

### 匂坂組
朧燈地区を出入りする唯一の暴力団。三兄弟の台頭と、キカイ島からベニマルらが差し向けられたのと時同じく、約一年ぶりに朧燈地区に姿を現す。
匂坂
匂坂組の組長。はげ上がった頭の小柄な中年。
性格は、レキをして「時にヤクザらしくない行動をする」と言われるが、本質的には古いタイプのヤクザ者である。普段は飄々とした振る舞いをしているが、時折底知れない黒い表情も覗かせる。非常に肝の据わった態度も取り、「三兄弟潰し」のイベントに想定外の動きを感じながらも、断固として続行すると発言している。
その風体にそぐわずキレ者でもあり、匂坂組の親組織も匂坂が手練手管で大きくしていったらしい。それ故に、政治家と癒着し、事実上与党の私設警察化している親組織の現状が気にくわない。
カッシーニを管理事務所に仕立てあげることで、間接的に朧燈の生命線を握っている。
夜になってからカッシーニを訪れ、「三兄弟潰し」のイベント調整に入った。が、その策謀もレキによって覆されてしまう。
その後「三兄弟潰し」のイベント化の目的が、朧燈地区住人の最後の花道を飾るためのものであると吐露。政府による新法案可決の布石として、いわば生け贄になる朧燈地区住人への「愛」が最大の動機であるとした。
ウメ
匂坂のボディーガード。パンチパーマにジャージの上下を着ている大柄な男。
常に匂坂の近くに直立している。匂坂の前では口数はあまり多くない。ベニマルとは面識がある。
腕っ節が強く、突然襲いかかってきた紅蠍の先代を軽々と組み伏せている。
匂坂と共に朧燈を訪れ、三兄弟のアジトに自らの舎弟を配置するなど、主な段取りを担当した。カッシーニにレキが現れた際は不覚を取るも、カッシーニ封鎖後、匂坂の命を受け、フロアへ乱入。襲いかかってきたはぐれや朧燈住人を相手取って戦う。襲ってきた相手をほとんど全滅させる善戦ぶりを見せるが、腹部を裂かれて内臓が飛び出る重傷を負う。レキに朧燈の実態に関しての演説をかます最中、生き残ったはぐれにショットガンで頭部を撃たれて死亡する。
得物はFNブローニング・ハイパワーと、足に隠したリボルバー、腹のさらしに挟んだ二本の短ドス。
カブ
匂坂のボディーガード。髪をオールバックにした、スーツ姿の男。
ウメよりも匂坂の側にいることが多い。匂坂に拾われて養われてきたらしい。
自分にぶつかってきた朧燈住人を片手で持ち上げて床にたたき落とすなど、ウメに劣らず腕っ節が強い。
匂坂と共に朧燈に入り、それ以降常に匂坂の傍らにいた。カッシーニにレキが現れた際、不覚を取って一度は匂坂を人質にとられる。匂坂を救出後、失態に怒った匂坂の暴力を受けるが、その際、腹部に銃撃を受けていたことが発覚する。
武器はリボルバー拳銃。
ウメの舎弟
禿頭とジャージ姿の二人組。三兄弟のアジトを監視し、必要に応じて三兄弟をカッシーニへ呼び出すという役割を任される。が、レキが殺したチンピラの死体を見て完全に萎縮しており、「帰りたい」などと漏らしていた。
三兄弟に存在を勘づかれ、レキによって両者とも惨殺された。
黒バス
匂坂組の若衆。文字通り、黒塗りのバスに乗って朧燈近辺に待機している。
匂坂の切り札でもあるが、朧燈住人と交戦するのには乗り気ではない。

### その他勢力
陸に関わる勢力。思惑は様々だが、望む望まないにかかわらず一様に朧燈・三兄弟・キカイ島の三つ巴の争いに巻き込まれる。
警察の皆さん
川向うの警察。朧燈の入口辺りなどにパトカーを止めている。
警察とは言っても、その内実は朧燈住人とほぼ変わらず、職務中にパトカーの中でドラッグを摂取したり、朧燈から逃げてきたカイを簡単に射殺するなど、実質的には銃を持ったチンピラ集団である。
相当な問題警官の集まりだが、自分達のことを「僻地の番人」と言うなど、ある程度の自覚はあるらしい。
基本的に朧燈の問題には不介入であり、自分たちに累が及ばなければ殺人すら見過ごす。
斬光を使って金儲けするというレキの口車に乗って、カッシーニに突入した。
カッシーニでの役割は、あくまでレキの露払い程度だと思っていたようで、レキがサキサカの拉致を言い出すと態度を変えた。さらに警官の一人がレキの行動に同調するなど内部で混乱が起き、乱闘に入ってからはレキや他の武装グループの手でほとんどが再起不能にされてしまう。
武器はニューナンブM60やソウドオフ・ショットガン、トカレフTT-33など。
チンピラ三人組
リーダー格らしいガク、カイと、もう一人は名称不明。暴力団の世話になっていたらしいが、街で事件を起こし、朧燈地区に逃れてきた。朧燈地区内でのし上がるために、リンとボーズから斬光を奪おうとするが、返り討ちにあう。さらに、リンとボーズが事前に聞いていたベニマル・レーイチの外見と、三人の外見が一致していたために、キカイ島と勘違いされて拉致されてしまうなど散々な目にあっている。
ガクの所有する拳銃は68式拳銃。
カイのモデルはゲルチュチュのベーシスト。
店長
クラブハウス「カッシーニ」の店長。金髪の外人。豹柄のジャケットを着ている。口調は関西弁。
基本的に区内のもめ事や騒ぎには不干渉を貫いている。性格は日和見で、たびたび店の周辺で騒ぎを起こすベニマルを快く思っていない。ただキカイ島のドラッグを報酬に、死体の処理や怪我人の搬送などを請け負うことはある。
匂坂と結託し、カッシーニを区の「管理事務所」として運営。政府黙認でドラッグを売りさばき、利益を得ていた。また「三兄弟」潰しのイベント化にも全面的に協力している。
しかし、レキの登場やはぐれの予定外の乱入などで当初の筋書きが乱れると、途端に引け腰になり、匂坂に仕切り直しを提案している。
モデルはイギー・ポップのアルバム『RAW POWER』の裏ジャケットから。
娼婦
カッシーニにいる娼婦達。女性だが、時に凶器を持ちだして男相手に一方的に殴りつけるなど、たくましい一面もある。
カッシーニが封鎖したことで彼女達も建物内に閉じ込められることとなる。

### クラブハウス等
カッシーニ（CASSINI）
不法滞在の外国人が経営しているクラブであり、実質的に朧燈地区の中心部。「店内では喧嘩禁止」という取り決めがあるなど、区内では中立的な立場をとる一方で、実際は匂坂組と結託し、区の管理事務所として機能している。
GIGANT
朧燈の近くにあるバー。キカイ島と内通し、定期的にドラッグを受け取っている。
便所にキカイ島へ直通の有線電話がある。ただし、店主はその存在を知らない。
狂春
キカイ島にあるバー。
朧燈に繋がる海底トンネル入口のすぐ前にある。店主はハル。
数名のキカイ島住人がたむろしており、現金や煙草など、陸の品物と引き換えに食糧などを提供している。
「Loose」にも店名だけ登場した。

## 用語解説
斬光（ザンコー）
三兄弟により強奪されたドラッグで、この物語の中核。一般に朧燈地区・内地の物より品質が高いとされるドラッグの中でもグレードの高いもので幻のドラッグと呼ばれる。
注入後に冷感を覚えるという特徴や形状から、覚醒剤に近い。一方で、少量の注射でも通常の覚醒剤とは全く異なる体感を得たり、大量に摂取すると時間が遅延するような感覚、高揚感を覚えるなど、他のドラッグとは一線を画する。
事実、その効能は「人間ゾンビ化」という非常識なもの。摂取すると、出血・腫れが一瞬で収まるなどの治癒効果、銃撃を頭に受けてもなお死なない無尽蔵のタフネスが発揮される。ただある程度の限界はあるようで、不死化する訳ではない。
ルサンチマン号（ケンメリ）
タロ所有の自動車。日産・スカイラインC110型。2ドアハードトップだがドアは両方開かない。フロントウインドウが無く、そこから乗り込む。

## 単行本
山下ユタカ（山下ゆたか）著、講談社刊。一巻のみ週刊ヤングマガジン、二～四巻は月刊アフタヌーンから。
単行本の特徴として、新聞紙のような薄い表紙に、特殊な印刷で大きくタイトルが描かれていることが挙げられる。表紙絵的なものはほとんどない（唯一、タイトルの背後に新聞記事のようなものがズラリと描かれているが）。これは昨今の漫画単行本デザインの主流からはずれたものであるが、鮮烈で印象に強く残るデザインでもある。
この独特の装丁はファン層には概ね好意的に評価される一方、初見の読者には手を出しにくい雰囲気を持っていることも事実である。また、前述のように表紙が薄く非常にヤワであるため、破れ易く、表紙をつけたままだと若干読みにくいところもある。
因みにオンデマンド版の第一巻は判型も小さく、装丁も簡素なものとなっている。
- 第一巻（ISBN 4-0633-4501-7）
  - イチ：仰せのままに
  - ニ：阿呆の魂
  - サン：思惑パーセンテージ
  - シ：仇花
  - ゴ：だから何度も言ったのに
  - ロク：礫
  - シチ：I don`t care
  - ハチ；予兆
  - ク；表面張力
  - ジュウ：今宵の長さは
  - ジュウイチ：接触不良
- 第二巻（ISBN 4-06-372135-3）
  - Prologue：強奪
  - ジュウニ；瓦解
  - ジュウサン：泥リズム
  - ジュウシ：Calling You
  - ジュウゴ：緩衝暗夜
  - ジュウロク：鉄屑のコーラス
  - ジュウシチ：鉛の夜
  - ジュウハチ：ホーワとザンゲとルサンチマーン
- 第三巻（ISBN 978-4-06-372255-0）
  - ジュウク：闇夜の国から
  - ニジュウ；Short 2
  - ニジュウイチ：満月を射止めて血に飢えた僕は笑う
  - ニジュウニ：狂い咲き産業道路
  - ニジュウサン：PERFECT DAY
  - ニジュウシ：RUINS ATTITUDE
  - ニジュウゴ：夜にきらめく空虚
  - ニジュウロク：後は銀色の
  - ニジュウシチ：夜光
- 第四巻（ISBN 978-4-06-372352-6）
  - ニジュウハチ：DEEP INSIDE
  - ニジュウク：夜を汚そう　オマエの命で
  - サンジュウ：運が悪けりゃ死ぬダケさ
  - サンジュウイチ：PAIN DOGS
  - サンジュウニ：不具の心で
  - サンジュウサン：明日はどっちだ!
  - サンジュウシ：ナンデモオマエノイノママニ
  - サンジュウゴ：残光
  - サンジュウロク：最終処理場LAST FOR LIFE
  - サンジュウシチ：逃げられっこないぜベイベー
  - サンジュウハチ：ソコの運河に嵌って死んでくれ　その前に飯でも奢るぜドブ川に嵌れ
- 単行本未収録（Michao！配信分）
  - サンジュウク：或るものは生涯が闇夜（R-of-Gガガガガ「TheLastStand」として配信）
  - シジュウ：DOWN TOWN BRAIN（R-of-Gガガガガ「TheLastStand」として配信）
  - 愛秘肉☆人形（アイニク・ドール）（携帯電話でのみの配信） - 本編以前の物語を描いた番外編